# Емилија—Ромања
Емилија-Ромања (итал. Emilia-Romagna) је једна од 20 регија Италије. Налази се у њеном сјеверном дијелу земље. Главни град је Болоња, а познати градови су и Модена, Парма, Ређо Емилија, Равена, Ферара, Римини.
Емилија-Ромања је позната као важна пољопривредно-прехрамбена покрајина Италије са низом познатих прехрамбених предузећа великог обима.

## Порекло назива
Емилија-Ромања дугује назив староримском путу Вија Емилија Романска, који је пролазио овом покрајином. Овај пут је имао велики значај, будући да је повезивао царски Рим са севером царства.

## Положај
Емилија-Ромања је северна покрајина Италије са кратком државном границом ка Сан Марину на југоистоку. На истоку се налази Јадранско море. Са осталих страна налазе се друге италијанске покрајине:
- североисток - Венето
- север - Ломбардија
- запад - Пијемонт
- југозапад - Лигурија
- југ - Тоскана
- југоисток - Марке

У оквиру Емилија-Ромања налазе две веће области: Емилија на западу и ка реци По и Ромања на истоку, ка Јадрану.

## Природне одлике
Површина покрајине је 22.123 km² и по овоме је Емилија-Ромања једна од најпространијих италијанских покрајина.

### Рељеф
У оквиру Емилије-Ромање разликује се неколико природних целина у правцу север - југ. Северни део је равничарско подручје уз реку По и Јадран. То је јужни и југоисточни део Падске низије, житнице Италије. Овај део заузима готово половину површине покрајине и ту се гаје жита и поврће. На крајњем северу и истоку подручје је чак мочварно. Целина предапенинског побрђа је средња целина и заузима преко четвртине покрајине (27%). То је област винограда и воћњака. Јужни део (25% површине покрајине) је изразито планински у оквиру система Апенина са неколико насељенијих долина. То је сточарско подручје, једино су у долинама су развијене остале врсте пољопривреде. У планинама се налази и неколико бањских лечилишта.

### Клима
Клима у већем делу Емилије-Ромање је прелазна између средоземне са мора на истоку ка континенталној на западу, у дубини копна. Стога су зиме нешто блаже, а лета топлија и сувља него код праве континенталне климе. Са друге стране, има више падавина и мање осунчања него код праве средоземне климе. У вишим крајевима клима је оштрија.

### Воде
Емилија-Ромања је приморска покрајина са изласком на Јадран на истоку. Недостатак обале је њен мочварни карактер са више лагуна. Речним системом доминира река По на крајњем северу покрајине и већим делом граница ка Ломбардији и Венету. Она тече упореднички. У њу се улива већина река меридијанског правца са југа, које су релативно кратке и без већих притока. Ове реке се користе обилато за наводњавање, а у вези са тим постоји и веома развијен систем вештачких канала. Једина значајнија река је река Рено, која се са планина спушта ка Јадрану, јужно од Поа.

## Управна подела
Емилија-Ромања је подељена у 9 округа, одн. провинција са истоименим градовима као управним средиштима:
- Болоња
- Модена
- Парма
- Пјаченца
- Равена
- Ређо Емилија
- Римини
- Ферара
- Форли-Чезена

## Историја
Подручје Емилије-Ромање било је насељено још у време праисторије (Етрурци, Гали, Келти). Римљани запоседају ово подручје у 2. веку п. н. е.. Током неколико векова владавине старог Рима становништво је романизовано, а провинција се развила у једну од најразвијенијих. Тада је ова област била знана као Емилија.
За разлику од већине некадашњих староримских крајева, који су по пропасти старог Рима изгубили на значају и назадовали, Емилија-Ромања је у раном средњем веку доживела своје светле тренутке. Тада се у граду Равени успоставља готово двовековна власт Византије над добрим делом данашње Италије (540—751|751.]] г.). Из тога се и изродило име Ромања (некадашњи назив за Византију био је Романија). Током овог раздобља у Равени и околини подигнуто је неколико велелепних цркава.
Потом је следила власт страних држава, Франачке, Баварске. У 10. век дошло је у овој области до наглог развоја привреде, што је искористило месно племство и осамосталило се у виду више државица са доминантним владарским породицама. Од њих најзначајније државице биле су Ферара (породица дел Есте) и Римини (породица Малатеста). Свој највиши процват ове државице доживљавају у време ренесансе. После тог раздобља подручје се још више дроби на мале државе, а значајан део преузима и Папска држава.
Током Наполеонових ратова Емилија-Ромања је била део његове Краљевине Италије, да би потом била део Папске државе. 1861. г. дошло је до припајања ове области новооснованој Италији. Одмах је основана покрајина Емилија-Ромања. Нова владавина није донела привредни процват. Тек у другој половини 20. века покрајина је успела развити се у високоразвијену област Италије.

## Становништво
Данас Емилија-Ромања има преко 4,2 милиона становника и то је једна од насељенијих покрајина Италије. То је за 50% више становника него пре једног века, односно за 10% више него пре 25 година.
Густина Насељености је готово 200 ст./km², што је веома слично државном просеку (200 ст./km²). Равничарски део покрајине је знатно гушће насељен него Апенинско подручје на југу или област лагуна и мочвара на крајњем северу и североистоку. Посебно је густо насељена „економска кичма“ покрајине, линија Пјаченца - Парма - Ређо Емилија - Модена - Болоња - Форли - Римини.
Етничка слика У покрајини доминира италијанско становништво. Утицај наглог развоја покрајине у последњим деценијама огледа се и у великом уделу становништва са привременим боравком (8,5%).

## Привреда
Емилија-Ромања је традиционално позната као пољопривредна област са низом гајених култура. Последњих деценија на ову делатност придодата је веома развијена прехрамбена индустрија ("Пармалат"). У новије време развијају се и друге граде индустрије, посебно оне ослоњене на високе технологије. Треба споменути и туризам дуж Јадранске обале, посебно подручје Риминија.

## Галерија
Фотографије градова покрајине
- Болоња
- Парма
- Модена
- Ређо Емилија
- Равена
- Римини
- Ферара
- Форли